# Spumula quadrifida
Spumula quadrifida är en svampart som beskrevs av Mains 1935. Spumula quadrifida ingår i släktet Spumula och familjen Raveneliaceae.   Inga underarter finns listade i Catalogue of Life.